# Szentgyörgyi Imre
Nagyrápolti Szentgyörgyi Imre (Bécs, 1827. február 11. – Budapest, 1901. március 17.) magyar jogász, bíró, kúriai tanácselnök, honvédtiszt, politikus, országgyűlési képviselő, 1885 és 1886 között igazságügyi államtitkár. Unokája Szent-Györgyi Albert Nobel-díjas orvos, biokémikus.

## Élete
Szentgyörgyi Imre 1827-ben született Bécsben, ahol édesapja, id. Szentgyörgyi Imre az erdélyi udvari kancellária előadója, udvari tanácsosa volt. 1844 és 1846 között Kolozsvárott tanult jogot, majd Nagyszebenben kincstári gyakornok, később a bécsi erdélyi udvari kancelláriánál fogalmazó gyakornok volt. 1848 májusában a Klauzál Gábor vezette magyar kereskedelmi minisztériumban lett segédfogalmazó, majd a honvédsereghez csatlakozva, a cs. kir. 6. Württemberg huszárezred tagjaként, őrmestereként részt vett a szabadságharcban. 1849 augusztusában hadnaggyá és ezredének segédtisztjévé nevezték ki, a fegyvert a komáromi várőrséggel tette le.
A szabadságharc után ügyvédként dolgozott, majd 1854-ben Sopronban, 1858-ban Zalaegerszegen lett törvényszéki hivatalnok, majd 1861-ben Mikó Imre hívására a Kolozsvárott működő erdélyi főkormányszék jogi előadója lett. Itt Mikó és Kemény Ferenc közeli munkatársaként nagy szerepet játszott Erdély visszacsatolásának jogi előkészítésében. Dósa Elekkel és Ocsvay Ferenccel együtt ő szerkesztette az 1865-ös erdélyi országgyűlés ismert feliratát. 1867-ben a marosvásárhelyi ítélőtábla, majd 1869-ben a Kúria bírája lett Budapesten.
1885 augusztusában az Igazságügyi Minisztérium államtitkárává nevezték ki Pauler Tivadar miniszter mellé, majd tisztségét rövid ideig Pauler halála után, Fabiny Teofil mellett is megtartotta. Államtitkársága alatt a törökkanizsai választókerületet képviselve országgyűlési képviselő is volt. Az államtitkári posztról 1886 májusában saját kérelmére felmentették, és egyidejűleg kúriai tanácselnökké nevezték ki. Innen vonult nyugalomba 1896-ban.
Felesége 1864-től neje 1867-es haláláig homoród-oklándi Csiky Mária volt, két fiuk született: Miklós és Imre. Unokája Szent-Györgyi Albert Nobel-díjas orvos, biokémikus volt.